# VirtualLink
VirtualLink — предлагаемый альтернативный режим USB Type-C для подключения гарнитур виртуальной реальности одним USB-C кабелем и разъёмом, а не набором из трёх различных кабелей для передачи питания, видео и данных, как это реализовано в предшествующих гарнитурах. Стандарт поддерживается компаниями NVIDIA, AMD, Oculus VR, Valve (в части HTC Vive) и Майкрософт. Стандарт VirtualLink 1.0 может быть представлен в 2018 году.
В VirtualLink режиме используется шесть высокоскоростных полос USB-C разъёма и кабеля: 4 используются для передачи видеопотока DisplayPort HBR 3 с персонального компьютера на гарнитуру, а ещё две полосы используются для реализации двунаправленного канала USB 3.1 Gen 2 между ПК и гарнитурой. В отличие от классического альтернативного режима DisplayPort порта USB-C, в режиме VirtualLink не предоставляется USB 2.0 сигнал, а освободившиеся контакты переиспользованы для более высокоскоростного интерфейса USB 3.1 2-го поколения. VirtualLink также требует от ПК предоставления питания для гарнитуры мощностью до 15 или 27 Вт.
Для реализации шести высокоскоростных линий необходим специальный USB-C кабель, соответствующий стандарту USB Type-C версии 1.3 и дополнительно реализующий 2 экранированные дифференциальные пары для контактов USB 2.0 (штыри А6, А7, В7, В6 стандартной цоколевки USB-C).
Доступная полоса пропускания предварительно оценивается как эквивалент DisplayPort 1.4 (32.4 Гбит/с, до 4К @ 120 Гц с цветом по 8 бит на компонент) для видео и 10 Гбит/с USB 3.1 поколения 2 для данных.
NVIDIA осенью 2018 года представила видеокарты GeForce серии 20, оснащенные одним портом VirtualLink в моделях RTX (2070, 2080, 2080 Ti). Порт также реализован в картах Nvidia Quadro RTX.